# Gamblerz
Gamblerz及び、Gamblerz Crewとは、2002年に結成された韓国のブレイクダンスチームである。
結成から様々な国内外の大会に出場し、多くの入賞歴を持つ、世界的にも数少ない著名なチームである。

## 現メンバー
- 박지훈：パク・ジフン(B-Boy Still) ：1984年5月6日生
- 이준학：イ・ジュンハク(B-Boy Soul Soy) ：1984年3月22日生
- 신규상：シン・ギュサン(B-Boy Bruce Lee) ：1985年1月15日生
- 김연수：キム・ヨンス(B-Boy The End) ：1987年1月2日生
- 소재환：ソ・ジェファン(B-Boy So) ：1983年10月25日生
- 홍성진：ホン・ソンジン(B-Boy Pop) ：1986年2月19日生
- 최동욱：チェ・ドンウク(B-Boy Rush) ：1988年5月25日生
- 홍성식：ホン・ソンシク(B-Boy Noodle) ：1984年5月7日生
- 정형식：チョン・ヒョンシク(B-Boy Sick) ：1981年2月27日生
- 박선학：パク・ソンハク(B-Boy Ssun) ：1984年1月8日生
- 임석용：イム・ソギョン(B-Boy Zesty) ：1988年3月15日生
- 조재영：チョ・ジェヨン(B-Boy Blast) ：1986年5月22日生
- 장수용：チャン・スヨン(B-Boy Hound) ：1984年8月2日生
- 백승완：ペク・スンワン(B-Boy Furious) ：1988年6月8日生

- 現在は、上記の14名の他に Morning of Owlに所属していた 김기수：キム・ギス(B-Boy Cosmic Rocket)が加わり、 2009年のオーディションを通して、서혜미：セ・ヒェミ(B-Girl JuceBaby)、남상권：ナム・サングォン(B-Boy Zappy)、장영환：チャン・ヨンファン(B-Boy Timon)、박인수：パク・インス(B-Boy Kill)が加わった。

## 脱退・移籍したメンバー
- 김정대：キム・チョンデ(B-Boy Music)⇒初代リーダー
- 장경호：チャン・ギョンホ(B-Boy Darkness)⇒2代目リーダー
- 이광성：イ・グァンソン(B-Boy Lazer)⇒現在はB-BOY劇場等で公演を行っている
- 유현：ユ・ヒョン(B-Boy Born)⇒2004～現在に至るまで、Rivers Crewに所属中
- 오세빈：オ・セビン(B-Boy Sebin)⇒現在所在不明

## 歴史
- BOTY（Battle of the Year）を歴史の主軸とし、展開して記載する。

- 2002年結成当初のチーム名前はGambler。当時のリーダーはB-Boy Musicで、最初のチーム構成はMusic、Darkness、Bruce Lee、Still、Sebin(오 세빈：オ・セビン)、So(現在のKing So)、Lazer(이 관성：イ・グァンソン)、The End、であった。
- 2003年にSoul Soy、Born(現在はRivers Crew)が加わる。
- 2004年頃には、Bust Gamblerzというサブメンバーで構成された弟分的存在のチームが組まれ、Noodle、Rush、Zesty、Ssun、Furious、Blast、Hound、Pop、Octopus(現在のB-Boy Flex：Fusion MC所属)などが在籍していた。この頃、OctopusがBOTY2004に参加し当年Gamblerz史上初の優勝を果たすもその後脱退し、当時Bornも同じく脱退した。BOTY2004の韓国代表戦ではMusicがショーケース・バトル共に出場しているが、ドイツで行なわれたFinalでは出場しておらず、1st Placeのバトルではチームの後ろ側で舞台の上で座って応援していた。
- 2005-2007年の3年間で、弟分のBust GamblerzとメインチームのGamblerのメンバーの入れ替わり（イベント出場時でのチーム編成）がごちゃごちゃになり、結果Gamblerz Crewとして全員まとまって活動し始める。途中からSickがチームに加わる。この頃からDarknessとLazerが実質脱退（MusicやSebin、All OneやEagle所属のOriginal Gamblerzのメンバー扱い）。
- 2008年には、完全に新生Gamblerz Crew（現在のベースメンバー完成状態）として活動する。
- 2009年、BOTY2009 FinalでGamblerzが出場したBOTY史上過去最多の人数（Ssun、Hound、Blast、The Endは不参加）で優勝を果たす。この頃からオーディションにより、パワームーブの新鋭Killが加わり、共に活動を開始する。同じくして、選考されたメンバー(上記の3名＋1名)が加わる。
- 2010年、BOTYでは初のHound、Killが参戦、Blast、Ssunは不参戦。優勝には及ばなかったがBSET4という形に終わる。
- 2011年に、高校生のLeapやロシア人のMaster Yonnが正式に加わる（2010年からメンバー達とは共に練習していた）。
- 2012年時点で、チーム結成から10年目を迎える。現時点でのリーダーは3代目のBruce Leeこと신규상(シン・ギュサン)。

## その他の情報
- Bboy Noodleこと홍성식(ホン・ソンシク)と、Bboy Popこと홍성진(ホン・ソンジン)は実の兄弟である。
- 幾度となくBOTYの出場経験があるが、唯一BlastとSsunに関しては一度も参戦した事が無い。
- Bboy Sickは過去に、Visual Shock(2001年BOTYに韓国チームとして初参戦した一時的なプロジェクトチームである。)や、Expression(BOTY2002で優勝・2003では準優勝)、Extream Crew(BOTY2007で優勝)等で活動していた。
- Bboy Killこと박인수(パク・インス)は生まれた頃から既に両親が聴覚障害を患っており、その家庭で育ち、両親との会話には日常的に手話を使用してきたため、手話が得意である(韓国のニュース番組「SBS モーニングワイド」のコーナーにて明かされた)。
- 小学校の教科書にダンサーとしてBboy Killが掲載された事がある(2012～2013年??)。
- Bboy Darknessは、韓国内でアームレスリングのチャンピオンに輝いた経歴を持つ。